# Вилла Вальмарана (Вигардоло)
Вилла Вальмарана, Вилла Вальмарана Вигардоло-ди-Монтичелло-Конте-Отто , Вилла Вальмарана Брессан (итал. Villa Valmarana, Valmarana Bressan) — вилла (загородный дом), построенная в Вигардоло-ди-Монтичелло-Конте-Отто в провинции Виченца области Венето на севере Италии. Представляет собой загородную венецианскую виллу, спроектированную архитектором Андреа Палладио в 1542 году и являющуюся одной из первых работ выдающегося мастера. В 1996 году вилла вместе с другими постройками Палладио включена в список Всемирного наследия ЮНЕСКО «Города Виченца и Палладиевых вилл Венето» (Città di Vicenza e Ville Palladiane del Veneto).

## История и архитектура

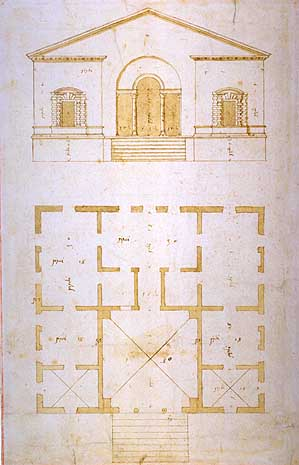
Вилла Вальмарана. План Автограф Палладио. RIBA, Лондон

В начале 1540-х годов Палладио спроектировал небольшую виллу для двух своих двоюродных братьев Джузеппе и Антонио Вальмарана на земле, унаследованной ими в муниципалитете Вигардоло, в нескольких километрах к северу от Виченцы. Необходимость размещения в здании двух семей может объяснить особую планировку комнат, организованных в две отдельные, симметрично расположенные квартиры, куда можно попасть из срединного зала, а не из передней лоджии, которую делили два двоюродных брата.
Ранняя дата ставит проект виллы Вальмарана в число первых самостоятельных работ архитектора, о чём свидетельствует группа рисунков-автографов, один из которых (RIBA XVII/2r) явно является подготовительным эскизом. Тем не менее здание не было включено в трактат Палладио «Четыре книги об архитектуре» (Quattro libri dell’architettura, 1570). Отличия проекта от завершённой постройки можно объяснить трудностями, возникшими в процессе строительства: на вилле отсутствует высокий подиум, на котором можно было бы разместить цокольные служебные помещения (что было невозможным из-за грунтовых вод). Особенностями здания, характерными для будущего творчества Палладио, являются разорванный фронтон, мезонин, плоский потолок лоджии. Фрагменты настенного убранства свидетельствуют о том, что изначально вилла была полностью расписана фресками.
В композиции виллы присутствуют как палладианские мотивы, так и элементы, типичные для сельской строительной традиции области Венето. Например, планировка комнат повторяет планировку виллы Триссино в Криколи. Размеры всех помещений связаны пропорциональными отношениями, которые часто использовал Палладио (2:3:5), а именно 12,18 и 30 «вичентистских футов» (piedi vicentini).
Вместе с этим в лоджии, сводчатых конструкциях комнат и в серлиане, использованной в фасаде, очевидны влияния древнеримских термальных сооружений, изученных Палладио во время его первой поездки в Рим в 1541 году.

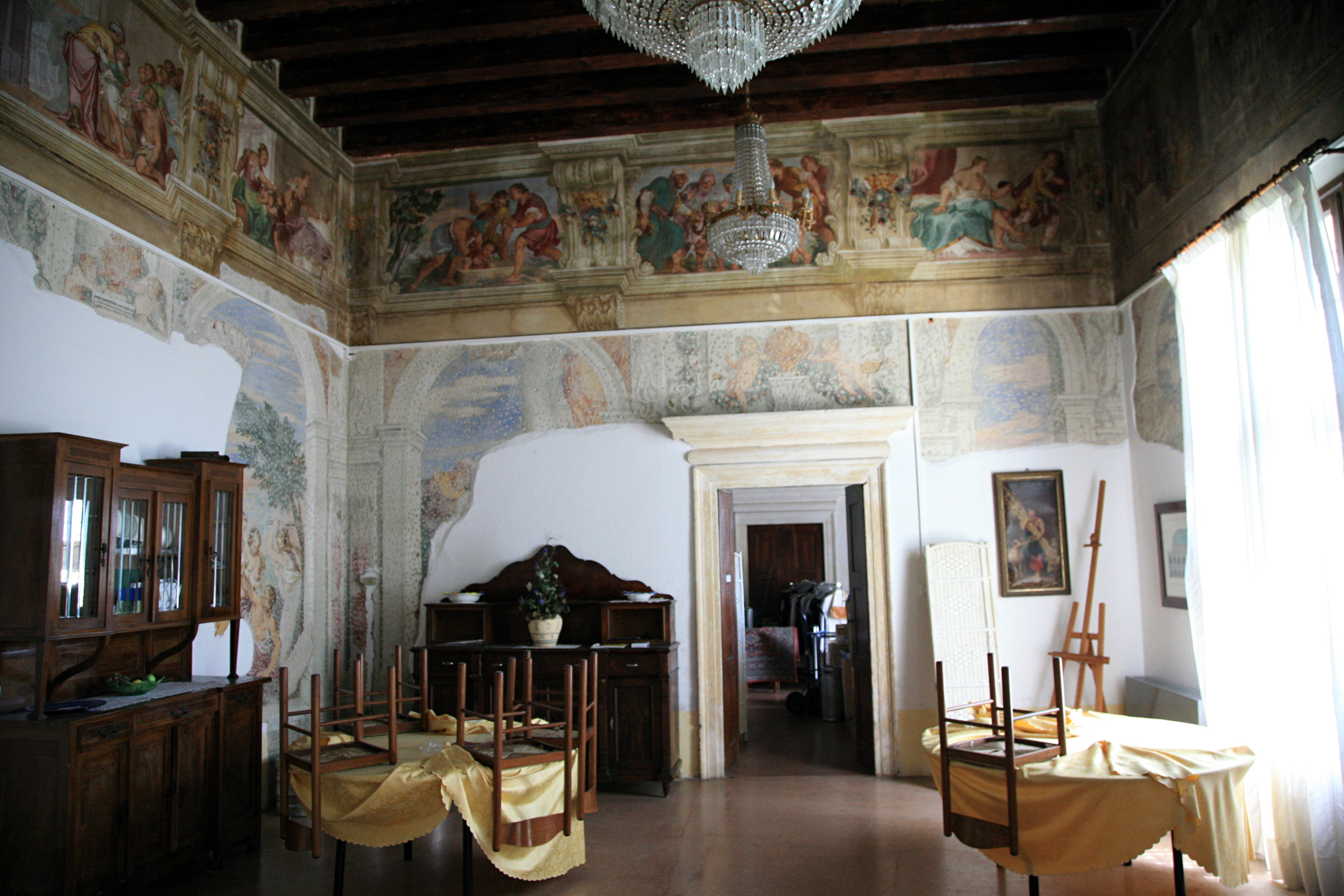
Центральный зал
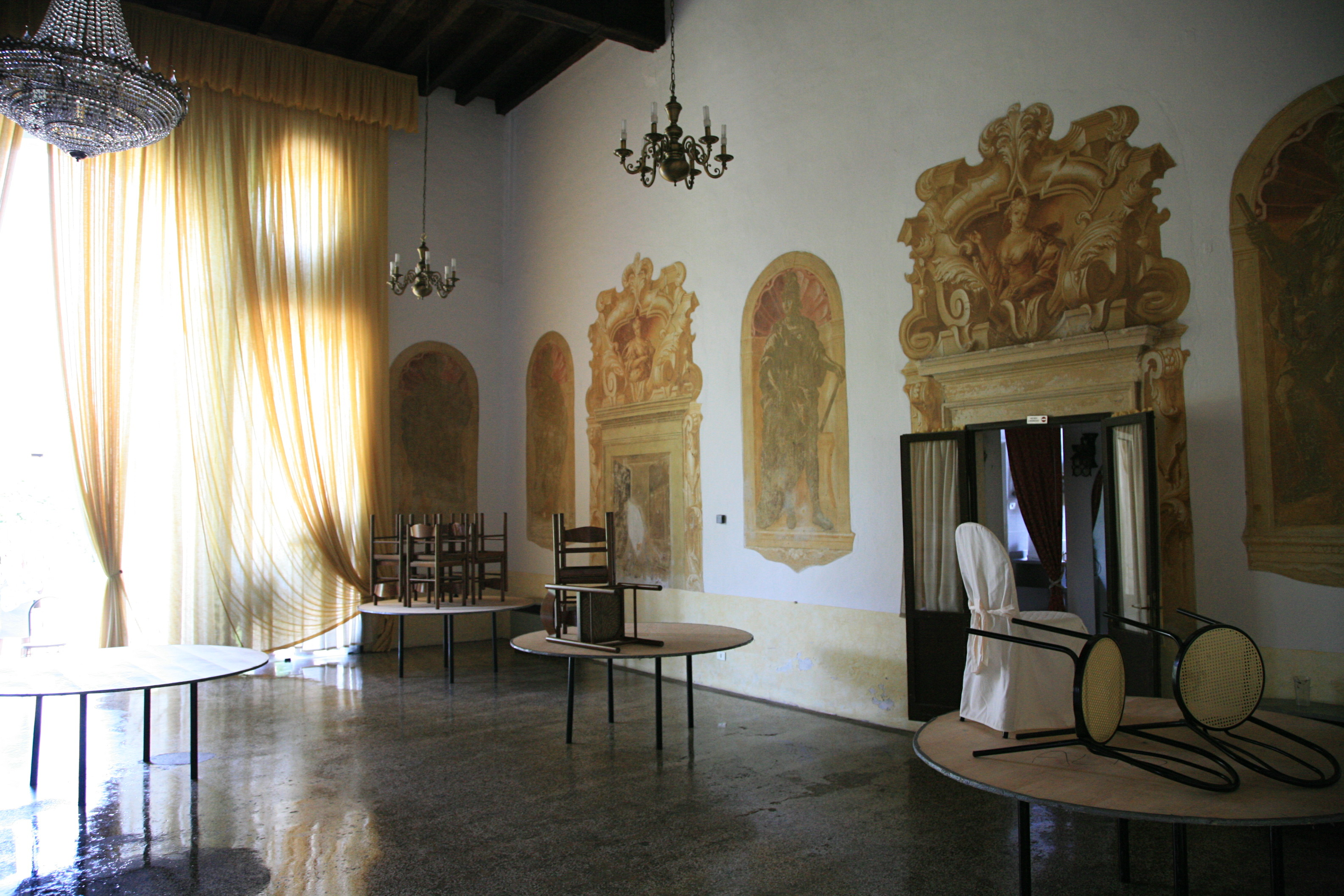
Остатки фресок
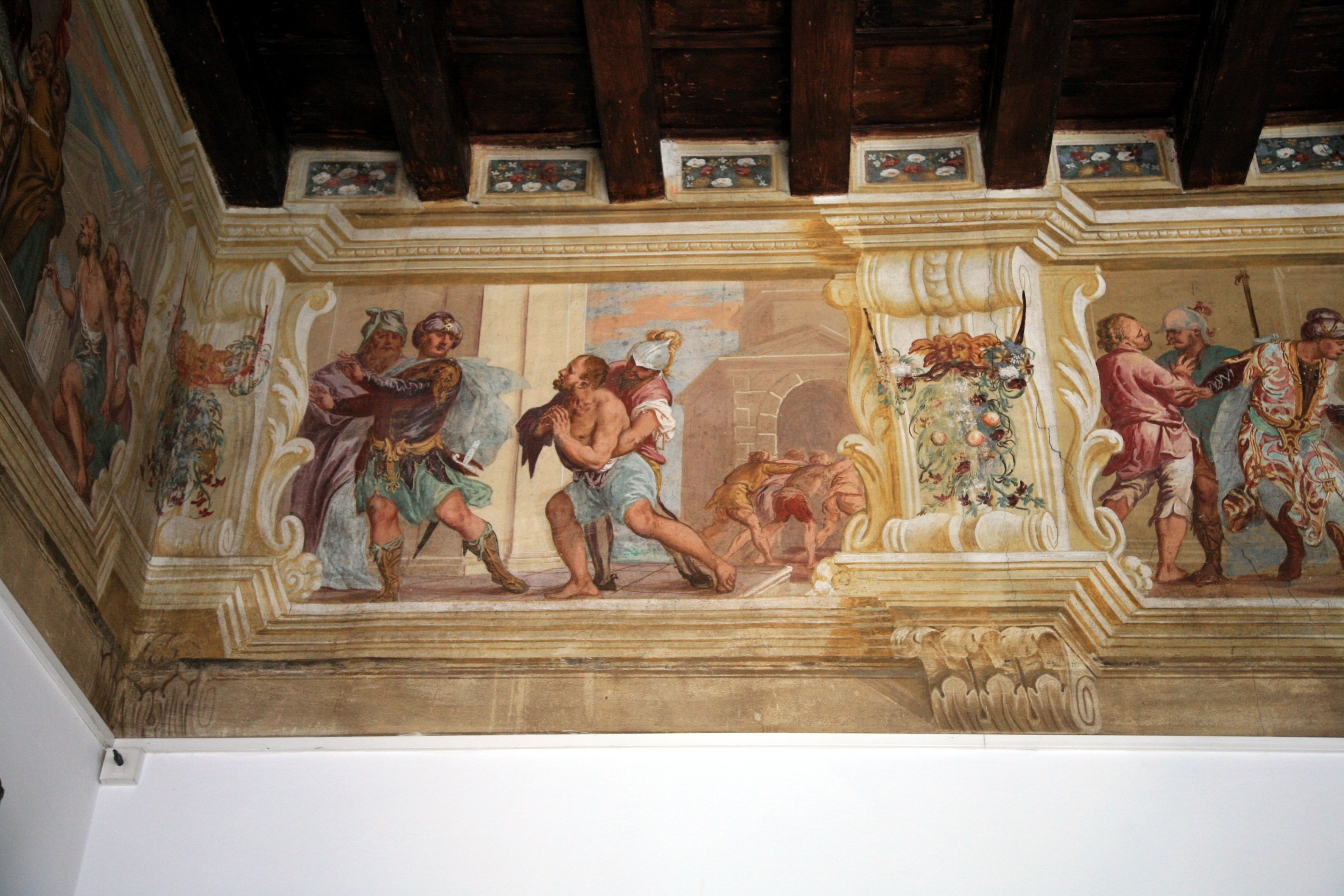
Деталь фриза центрального зала
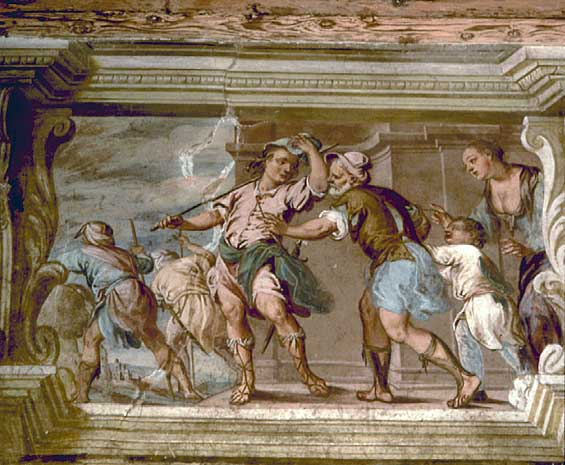
Деталь росписи центрального зала
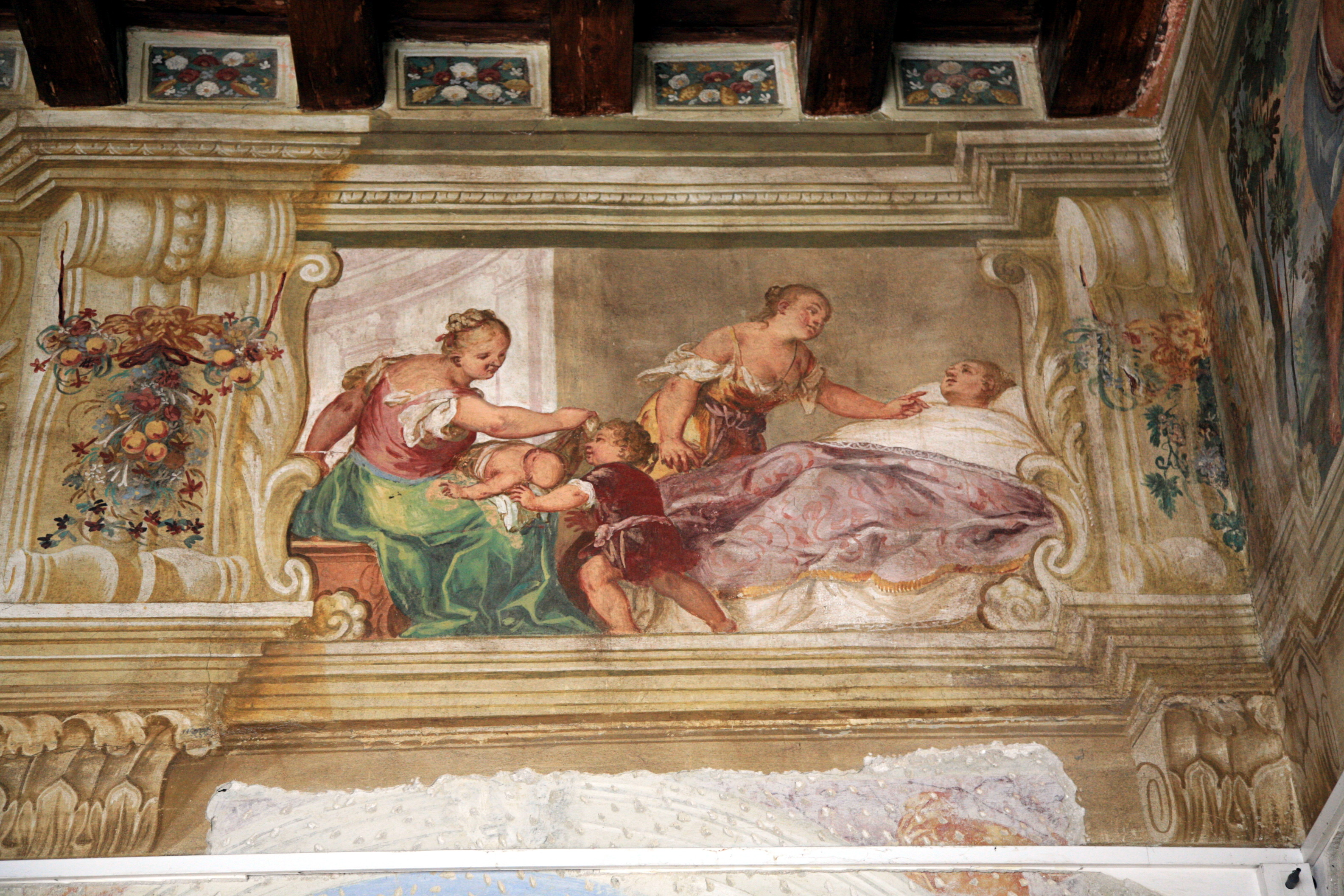
Деталь росписи